# Chiuso (araldica)
Chiuso è un termine utilizzato in araldica per indicare un attributo di mani, corone, elmi, porte; non del volo degli uccelli.
Si usa anche per i libri. Quando il termine si riferisce a edifici, indica che la porta – visibile – è di smalto diverso. Se l'apertura è di smalto diverso ma la porta non è visibile si usa il termine aperto. 

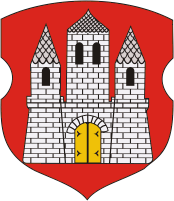
Castello d'argento, chiuso d'oro (Uła, Bielorussia)
Castello chiuso di nero (Luino)
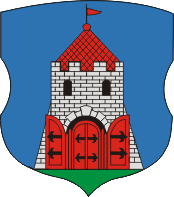
Torre chiusa di rosso (Vysokae, Bielorussia)